# Austropusilla hilum
Austropusilla hilum é uma espécie de gastrópode do gênero Austropusilla, pertencente a família Raphitomidae.